# Bourg-de-Thizy
Bourg-de-Thizy este o comună în departamentul Rhône din sud-estul Franței. În 2009 avea o populație de 2.620 de locuitori.

## Evoluția populației
| An        | 1975  | 1982  | 1990  | 1999  | 2006  | 2009  |
| --------- | ----- | ----- | ----- | ----- | ----- | ----- |
| Populație | 3.114 | 3.164 | 2.883 | 2.670 | 2.604 | 2.620 |